# Palazzolo Acreide
Palazzolo Acreide település Olaszországban, Siracusa megyében. Lakosainak száma 8101 fő (2023. január 1.). Palazzolo Acreide Cassaro, Giarratana, Noto, Siracusa, Sortino, Buscemi, Solarino, Floridia, Canicattini Bagni és Modica községekkel határos.

## Népesség
A település népességének változása:
| Lakosok száma | 8730 | 8665 | 8101 |
|               | 2017 | 2018 | 2023 |